# Parashorea lucida
Parashorea lucida är en tvåhjärtbladig växtart som beskrevs av Wilhelm Sulpiz Kurz. Parashorea lucida ingår i släktet Parashorea och familjen Dipterocarpaceae. Inga underarter finns listade i Catalogue of Life.